# Pelophryne guentheri
Pelophryne guentheri är en groddjursart som först beskrevs av George Albert Boulenger 1882.  Pelophryne guentheri ingår i släktet Pelophryne och familjen paddor. IUCN kategoriserar arten globalt som sårbar. Inga underarter finns listade i Catalogue of Life.